# Оо

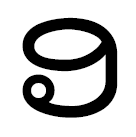

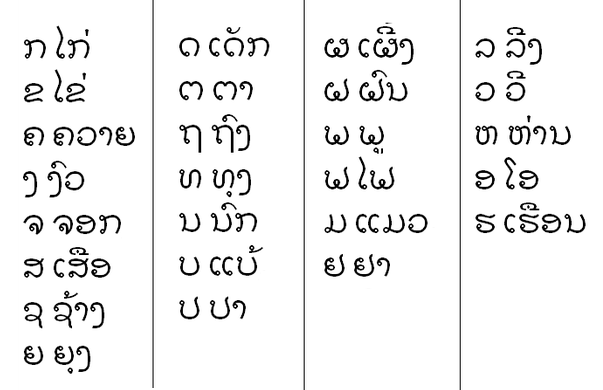
Алфавит

Оо (о — «чаша») — 25-я буква лаосского алфавита, в комбинации с диакритическими знаками, является универсальной основой для передачи начального (инициального) гласного. В тайском алфавите соответствует букве оанг. Как инициаль, относится к аксонкан (средний класс) и может образовывать слоги 1, 2, 3 и 5-го тона. Туа-тхам: .